# Tenggerraharja
Tenggerraharja is een bestuurslaag in het regentschap Ciamis van de provincie West-Java, Indonesië. Tenggerraharja telt 2265 inwoners (volkstelling 2010).